# Thần kiếm (phim)
Thần kiếm (tiếng Trung: 三少爺的劍, tiếng Anh: Sword Master, Hán-Việt: Tam thiếu gia đích kiếm) là một bộ phim điện ảnh Hồng Kông - Trung Quốc thuộc thể loại hành động - kiếm hiệp - cổ trang công chiếu năm 2016 do Nhĩ Đông Thăng làm đạo diễn và hợp tác viết kịch bản với Từ Khắc, người cũng tham gia trực tiếp sản xuất cho bộ phim. Được dựa trên tiểu thuyết Kiếm của tam thiếu gia của nhà văn Cổ Long, và là bản làm lại của bộ phim cùng tên ra mắt năm 1977 do Nhĩ Đông Thăng đóng chính, tác phẩm có sự tham gia của các diễn viên gồm Lâm Canh Tân, Hà Nhuận Đông, Giang Nhất Yến và Tưởng Mộng Tiệp.
Bộ phim có buổi công chiếu tại Hồng Kông vào ngày 1 tháng 12 năm 2016, tại Trung Quốc vào ngày 6 tháng 12 năm 2016 và tại Việt Nam vào ngày 9 tháng 12 năm 2016. Bộ phim được đánh giá đa phần là tích cực và được đề cử 5 hạng mục tại giải thưởng điện ảnh Hồng Kông lần thứ 36 đều cho hạng mục kỹ thuật.